# Уттенройт
Уттенройт (нім. Uttenreuth) — громада в Німеччині, розташована в землі Баварія. Підпорядковується адміністративному округу Середня Франконія. Входить до складу району Ерланген-Гехштадт. Центр об'єднання громад Уттенройт.
Площа — 5,93 км2. Населення становить 5025 ос. (станом на 31 грудня 2020).

## Галерея

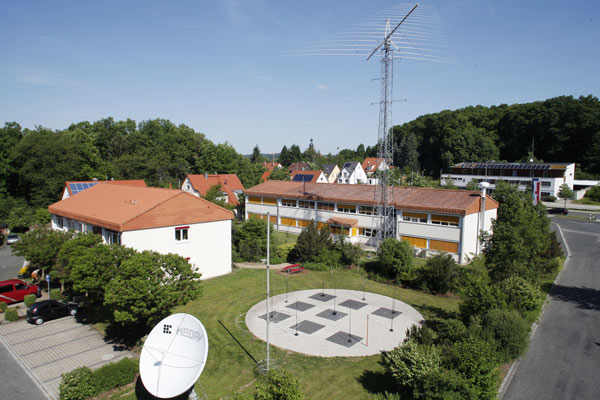
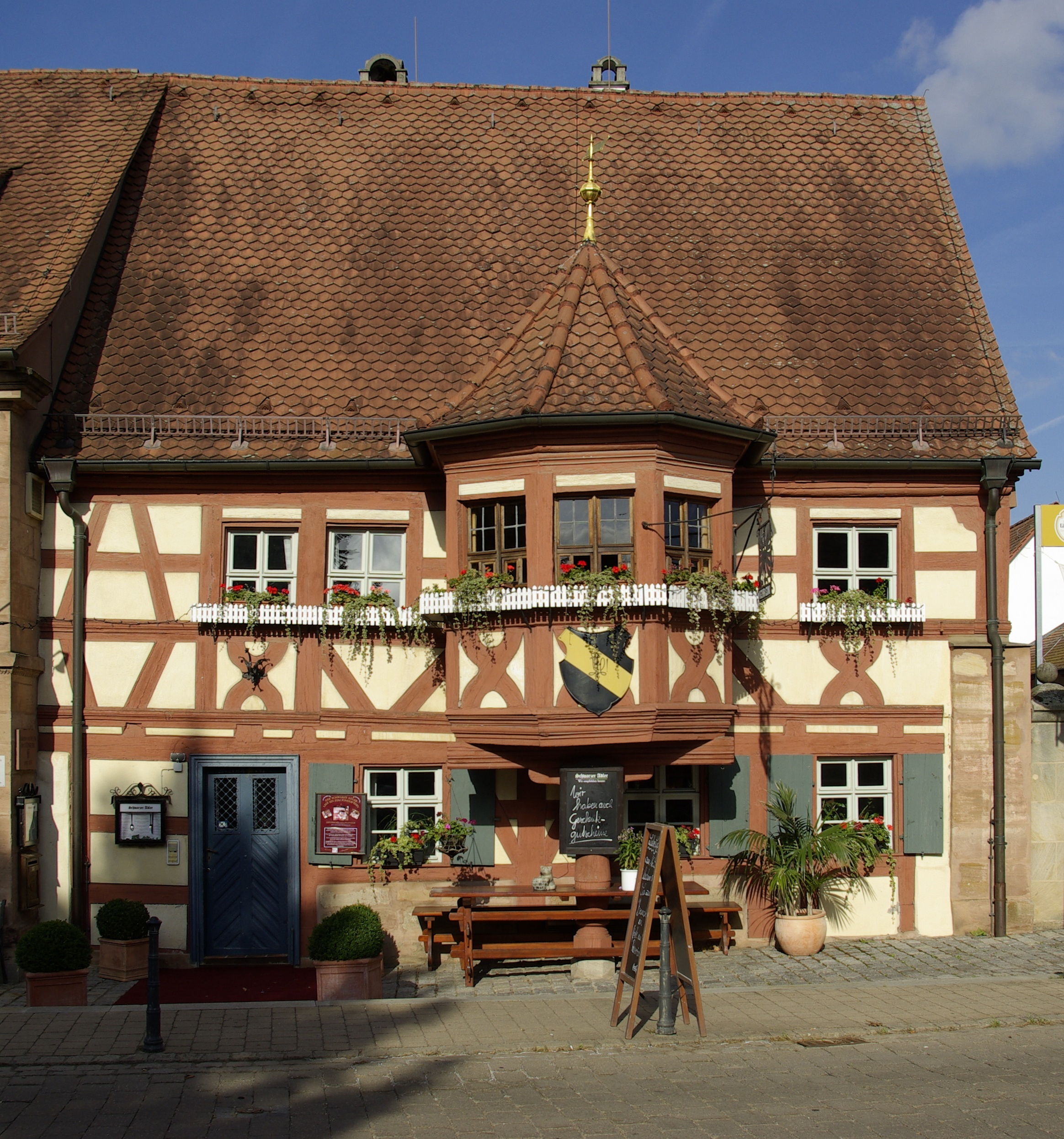

## Географія

### Адміністративний поділ
Громада складається з 2 районів:
- Уттенройт
- Вайгер